# Dogri

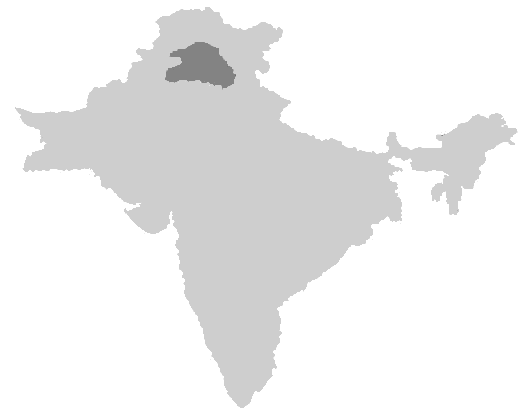
Spreekgebied

Dogri (डोगरी) is een Indo-Arische taal die voornamelijk gesproken wordt in Jammu en Kasjmir in India en Pakistan, en enkele aangrenzende gebieden. Er zijn ongeveer 2,1 miljoen sprekers van de taal. De taal behoort tot het Westelijk Pahari.
In India wordt meestal het Devanagarischrift gebruikt en in Pakistan de Nastaliq-versie van het Arabische schrift. 
- De sprekers van Dogri worden Dogra genoemd en Dogri-talige regio wordt Duggar genoemd.
- In Pakistan wordt de taal ook wel Pahari (پھاڑی) genoemd.